# Scotolemon espanoli
Scotolemon espanoli is een hooiwagen uit de familie Phalangodidae.